# Damir Bičanić

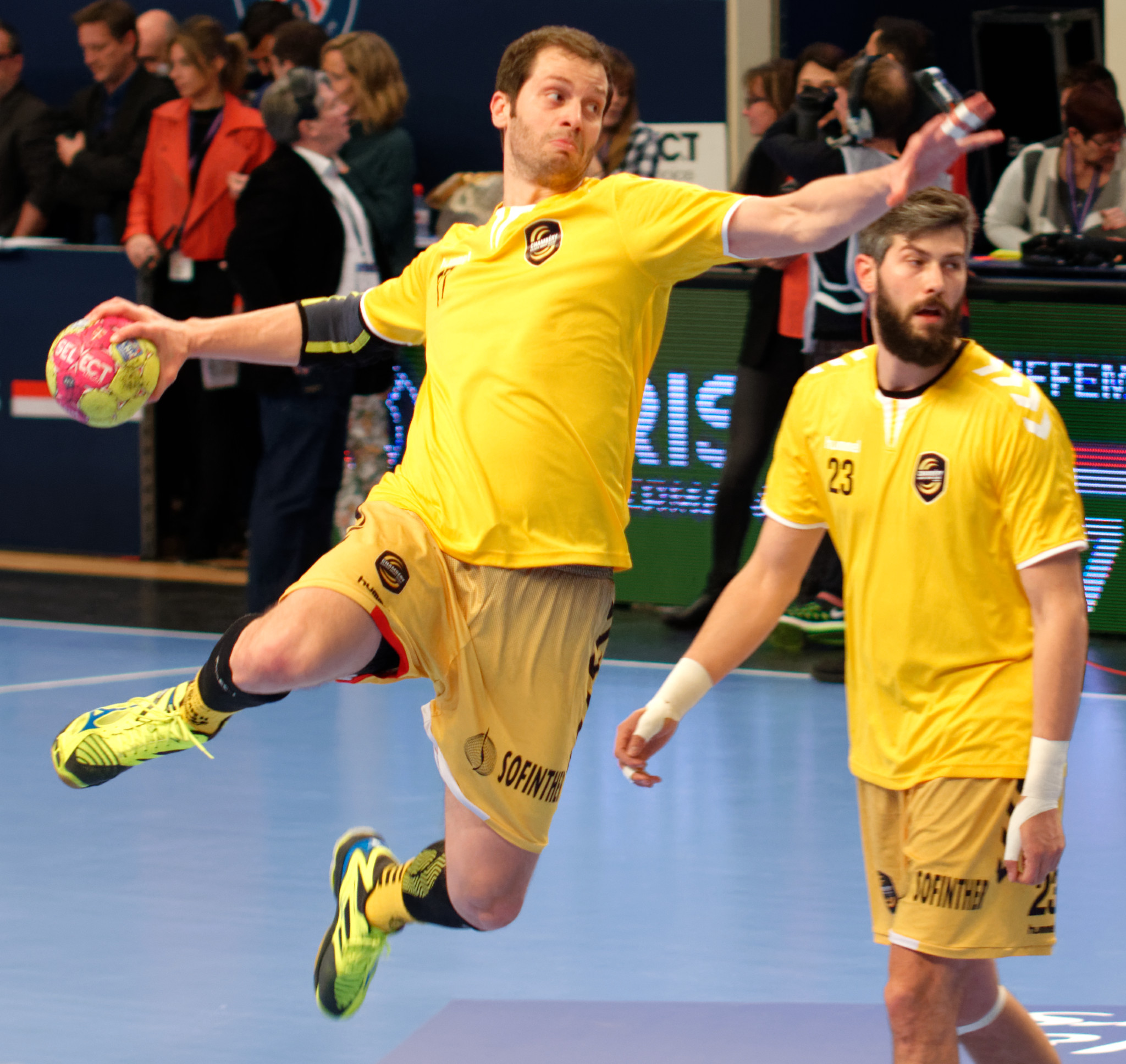
Damir Bičanić (2017)

Damir Bičanić (* 29. Juni 1985 in Vukovar, SR Kroatien, SFR Jugoslawien) ist ein ehemaliger kroatischer Handballspieler. Er ist 1,95 m groß.

## Spielerlaufbahn
Seinen ersten internationalen Spieleinsatz konnte Damir Bičanić mit dem kroatischen Handballverein von RK Osijek Elektromodul in der EHF-Cup Spielsaison 2004/05 verbuchen. Es erfolgte ein Vereinswechsel zu RK Medveščak Zagreb und danach zu RK Zagreb. Mit dieser Mannschaft nahm Bičanić zunächst an der EHF-Challenge-Cup-Spielzeit 2005/06 teil, um dann im Wettbewerb des EHF Cup Winners’ Cup in der Saison 2006/07 wiederum mit RK Zagreb international aufzulaufen. Es folgten auch Spieleinsätze in der EHF CL-Spielzeit 2007/08. Damir Bičanić wechselte in der Handballsaison 2008/09 zum spanischen Handballverein von Ademar León und wurde beim spanischen Handballverein in der EHF CL-Spielzeit 2008/09 eingesetzt.
Im Sommer 2010 schloss er sich dem französischen Erstligisten Chambéry Savoie HB an. Im Sommer 2017 kehrte er zu RK Zagreb zurück. Bičanić spielt auf der Position eines Linken-Rückraumspielers und trägt die Trikotnummer 77. Der 91-malige Nationalspieler (165 Tore) ist im Aufgebot der
Kroatischen Männer-Handballnationalmannschaft. Im Sommer 2012 nahm Bičanić an den Olympischen Spielen in London teil, wo er die Bronzemedaille gewann.
Zum Ende der Saison 2019/20 erklärte Damir Bičanić sein Karriereende, bleibt dem Verein RK Zagreb als „Direktor für internationale Beziehungen und Verbandskontakte“ aber in neuer Funktion im Management erhalten.